# Jacques Werner
Jacobus Johannes Marie (Jacques) Werner (Nijmegen, 22 mei 1915 – Boxtel, 20 augustus 1994) was een Nederlands politicus van de KVP.
Hij is afgestudeerd in de rechten en werd eind 1946 benoemd tot burgemeester van Zeeland. In september 1957 volgde zijn benoeming tot burgemeester van Sint-Oedenrode. Bert van Kuik werd in augustus 1976 waarnemend burgemeester van Sint-Oedenrode en het jaar erop werd Werner ontslag verleend. In 1994 overleed hij 79-jarige leeftijd. Het Burgemeester Wernerplein in Sint-Oedenrode is naar hem vernoemd.